# Killing in the Name
«Killing in the Name» es una canción de protesta de la banda de rock estadounidense Rage Against the Machine y aparece en su álbum debut homónimo de 1992. Fue lanzado como el sencillo principal del álbum en noviembre de 1992. Presenta fuertes riffs de guitarra drop-D y letras inspiradas en la brutalidad policial sufrida por Rodney King y los disturbios posteriores de 1992 en Los Ángeles.
«Killing in the Name» es la canción insignia de Rage Against the Machine. En 1993, alcanzó el número 25 en la UK Singles Chart. En 2009, luego de una campaña de protesta contra el programa de talentos británico The X Factor, «Killing in the Name» alcanzó el número uno en la lista navideña del Reino Unido.

## Escritura
Tom Morello escribió los riffs de guitarra mientras enseñaba afinación drop-D a un estudiante; hizo una breve pausa en la lección para grabar el riff. La banda trabajó en la canción al día siguiente. Según Morello, «Killing in the Name» fue un esfuerzo de colaboración, combinando su riff con el bajo «magmalike» de Tim Commerford, la percusión «funky, brutal» de Brad Wilk y la «convicción» del vocalista Zack de la Rocha. Morello grabó su parte en una Fender Telecaster.

## Música
«Killing in the Name» se ha descrito como metal alternativo, rap metal, rap rock, y hard rock. El periodista Peter Buckley lo describió como «una diatriba aulladora e insultante contra los males de la sociedad estadounidense». La canción aumenta en intensidad, mientras De la Rocha canta la línea «Fuck you, I won't do what you tell me», aumentando en un crescendo las siguientes cuatro veces y gritando con enojo la línea las últimas ocho veces, culminando con el grito «Motherfucker!». La canción contiene la palabra «fuck» 16 veces.
La letra se inspiró en la brutalidad policial sufrida por Rodney King y los posteriores disturbios de Los Ángeles en 1992. El estribillo «some of those that work forces, are the same that burn crosses» establece un vínculo entre el Departamento de Policía de Los Ángeles y el Ku Klux Klan. Según BBC News, «Killing in the Name» arremete contra «el complejo militar-industrial, justificando matar en beneficio de, como dice la canción, los blancos elegidos».

## Portada
La portada del CD sencillo es la fotografía ganadora del premio Pulitzer de Malcolm Browne de la autoinmolación de Thích Quảng Đức en Saigón en 1963 en protesta por el asesinato de budistas por parte del régimen respaldado por Estados Unidos del primer ministro Ngo Dinh Diem. La fotografía también aparece en la portada del álbum homónimo Rage Against the Machine. La portada de la versión australiana del sencillo en CD tiene las palabras «killing in the name», en letras mayúsculas grandes y rojas, y una versión mucho más pequeña y recortada de la fotografía en la esquina inferior derecha.

## Lanzamiento
«Killing in the Name» se lanzó originalmente como parte de un casete autoeditado de 12 canciones. El primer video de la banda para «Killing in the Name» no recibió una gran difusión en los Estados Unidos debido a la letra explícita. La canción recibió una difusión sustancial en Europa e impulsó la popularidad de la banda fuera de su país de origen.
Después de firmar con Epic Records, la banda lanzó su álbum debut homónimo el 12 de noviembre de 1992. Alcanzó el estado de triple platino, impulsado por la fuerte reproducción de radio de «Killing in the Name». El álbum también incluía los sencillos «Freedom» y «Take the Power Back».

### Controversias

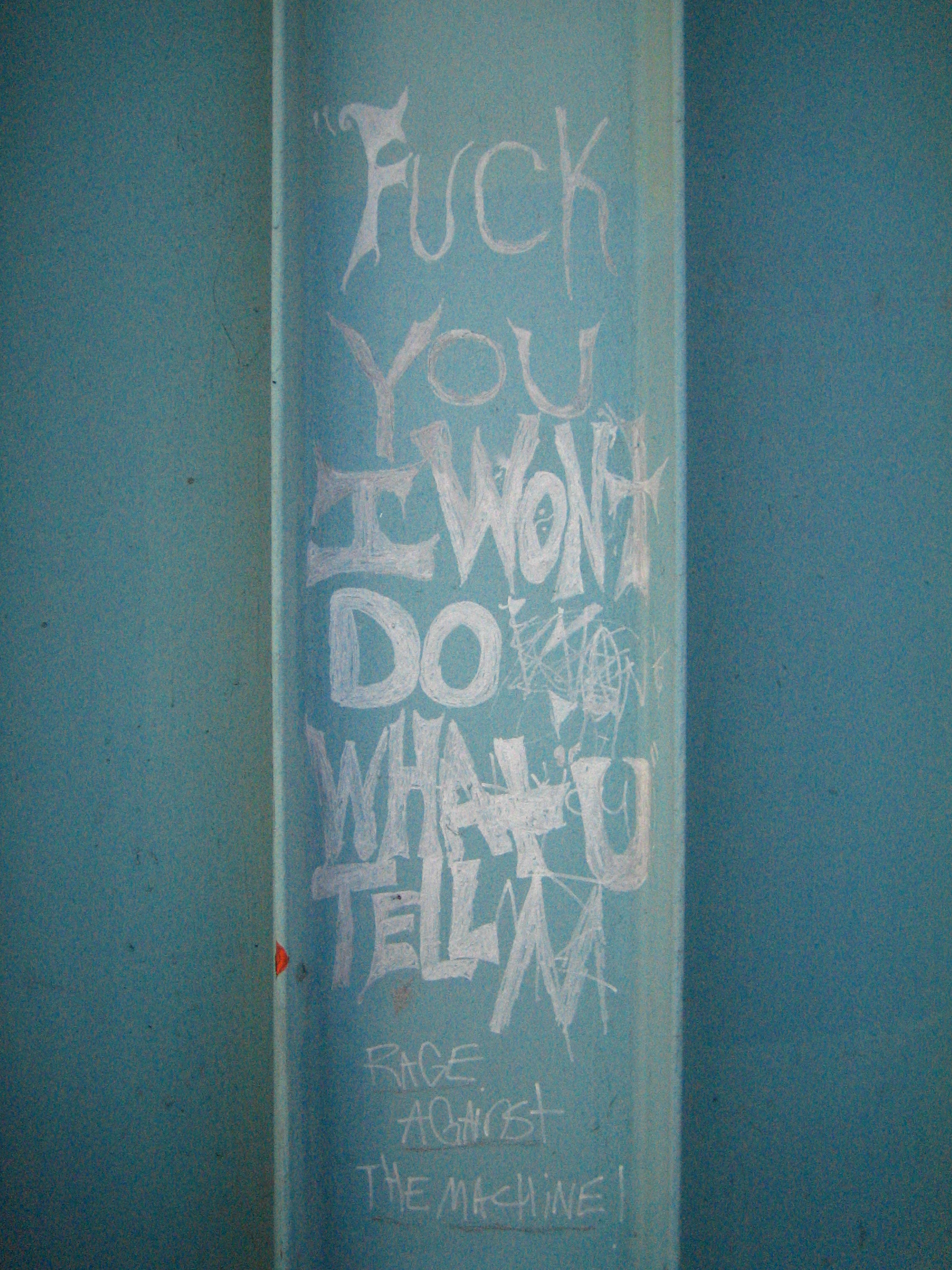
Grafiti callejero con el estribillo de la canción Fuck you, I won't do what you tell me.

El 21 de febrero de 1993, el DJ de BBC Radio 1, Bruno Brookes, reprodujo accidentalmente la versión completa sin censura de la canción en su Top 40 Countdown, lo que generó 138 quejas. Brookes estaba grabando un anuncio para el Top 40 Countdown de la próxima semana mientras sonaba la canción. El incidente ha sido mencionado posteriormente por numerosos medios de rock británicos. La canción generó controversia nuevamente en Gran Bretaña en noviembre de 2008, cuando se reprodujo por los parlantes en un supermercado Asda en Preston, Lancashire, lo que provocó numerosas quejas de los clientes. Posteriormente, Asda emitió una disculpa.

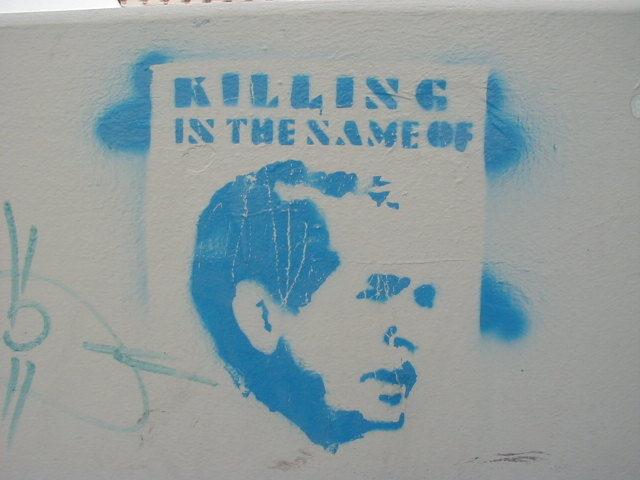
Un esténcil de protesta político retratando al expresidente estadounidense George W. Bush con el título de la canción

En 2012, Morello exigió que el derechista Partido de la Independencia del Reino Unido dejara de usar «Killing in the Name» en los mítines. Después de las elecciones estadounidenses de 2020, se compartió ampliamente en las redes sociales un video de manifestantes pro-Trump bailando «Killing in the Name». Los comentaristas lo vieron como una apropiación indebida de la canción; Rage Against the Machine respondió en un tuit: «Simplemente NO LO ENTIENDEN, ¿verdad?».
En 2022, el equipo de verificación de hechos de Reuters concluyó que un video viral que supuestamente mostraba al coro militar de Corea del Norte interpretando la canción había sido alterado digitalmente. El audio de la música proviene de un video subido a YouTube en 2019 de un evento en el que miles de músicos se reunieron para interpretar la canción dentro del Deutsche Bank Park de Frankfurt y el montaje de clips del gran coro e imágenes del arsenal militar de Corea del Norte, como tanques y misiles que han sido editados juntos para engañar a los espectadores, dice Reuters.

## Campaña número uno de Navidad en el Reino Unido de 2009
En 2009, «Killing in the Name» se vio envuelta en una controvertida campaña a través de las redes sociales Facebook y Twitter. La misma, llevada a cabo por el británico Jon Morter junto a su esposa Tracy, instaba al público a descargar masivamente la canción el 13 de diciembre de ese año. El objetivo, según sus organizadores, era «desafiar a la “empresa musical” de Simon Cowell», y evitar que otra canción del género pop proveniente del programa de televisión X-Factor lograra el primer puesto en las listas musicales por quinto año consecutivo durante la época navideña. Morter explicó que eligió la canción de Rage Against the Machine para encabezar un «grito de guerra» para todos los que no quisieran ver otra vez a X-Factor dominar las listas musicales navideñas. La espontánea campaña pronto se volvió viral y ganó popularidad y repercusión en los medio de comunicación, con voces a favor y en contra. Joe McElderry ganador de ese año del reality de televisión tildó a la canción como «horrorosa» luego de escucharla y se mostró optimista en cuanto a su propio éxito comercial. El mismo Cowell desacreditó a la campaña llamándola «cínica», afirmando que estaba dirigida solo a él y era injusta con los participantes del programa y con la audiencia del mismo. Por otra parte, Tom Morello, guitarrista de RATM, opinó que la campaña le daba la posibilidad al público de votar en contra de programas de televisión como X-Factor, la llamó «una maravillosa dosis de anarquía» y agradeció a todos aquellos que se habían unido.
La campaña logró su objetivo de posicionar «Killing in the Name» como la canción número uno en Navidad, superándo por 50 000 copias a la balada «The Climb» de McElderry. A más de diecisiete años de su lanzamiento, se convirtió en la primera en lograr el primer puesto en ventas navideñas solo mediante descargas digitales en el Reino Unido, como así también la que mayores ventas cosechó en una semana mediante descargas en la historia de las listas musicales británicas.

## Aparición en videojuegos
La canción está incluida en el videojuego Grand Theft Auto: San Andreas en la Radio X así como en los videojuegos Guitar Hero II y Guitar Hero: Smash Hits.

## Formatos
| Sencillo en vinilo de 12 pulgadas |                       |          |  |
| N.º                               | Título                | Duración |  |
| 1.                                | «Killing In The Name» | 5:14     |  |
| 2.                                | «Killing In The Name» | 5:14     |  |

| Sencillo en CD (Estados Unidos) |                       |          |  |
| N.º                             | Título                | Duración |  |
| 1.                              | «Killing In The Name» | 5:12     |  |

| Sencillo en CD (Australia) |                       |          |  |
| N.º                        | Título                | Duración |  |
| 1.                         | «Killing In The Name» | 5:17     |  |
| 2.                         | «Darkness Of Greed»   | 3:42     |  |
| 3.                         | «Clear The Lane»      | 3:48     |  |

| Sencillo promocional en CD Cardboard Sleeve (Europa) |                       |          |  |
| N.º                                                  | Título                | Duración |  |
| 1.                                                   | «Killing In The Name» | 5:14     |  |

| Sencillo en CD Cardboard Sleeve (Europa) |                       |          |  |
| N.º                                      | Título                | Duración |  |
| 1.                                       | «Killing In The Name» | 5:17     |  |
| 2.                                       | «Darkness Of Greed»   | 3:42     |  |
| 3.                                       | «Clear The Lane»      | 3:48     |  |

| Maxisencillo en CD (Reino Unido) |                       |          |  |
| N.º                              | Título                | Duración |  |
| 1.                               | «Killing In The Name» | 5:17     |  |
| 2.                               | «Darkness Of Greed»   | 3:42     |  |
| 3.                               | «Clear The Lane»      | 3:48     |  |

| Maxisencillo en CD (Países Bajos) |                       |          |  |
| N.º                               | Título                | Duración |  |
| 1.                                | «Killing In The Name» | 5:17     |  |
| 2.                                | «Darkness Of Greed»   | 3:42     |  |
| 3.                                | «Clear The Lane»      | 3:48     |  |

| Sencillo en vinilo de 7 pulgadas White Marbled (Reino Unido) |                       |          |  |
| N.º                                                          | Título                | Duración |  |
| 1.                                                           | «Killing In The Name» | 5:13     |  |
| 2.                                                           | «Clear The Lane»      | 3:43     |  |

| Sencillo en vinilo de 7 pulgadas, un solo lado (España) |                       |          |  |
| N.º                                                     | Título                | Duración |  |
| 1.                                                      | «Killing In The Name» |          |  |

| Sencillo de vinilo de 12 pulgadas edición limitada White Marbled (Reino Unido) |                       |          |  |
| N.º                                                                            | Título                | Duración |  |
| 1.                                                                             | «Killing In The Name» | 5:13     |  |
| 2.                                                                             | «Darkness Of Greed»   | 3:34     |  |
| 3.                                                                             | «Clear The Lane»      | 3:45     |  |

| Sencillo de vinilo de 12 pulgadas Metal-fusion (Francia) |                                    |                                                          |          |  |
| N.º                                                      | Título                             | Escritor(es)                                             | Duración |  |
| 1.                                                       | «Killing In The Name (Club Mix)»   | Brad Wilk, Tim Commerford, Tom Morello, Zack de La Rocha | 6:38     |  |
| 2.                                                       | «Killing In The Name (Radio Edit)» | Brad Wilk, Tim Commerford, Tom Morello, Zack de La Rocha | 3:41     |  |
| 3.                                                       | «Trackin'»                         | DJ Flex, Sandy Wilhelm,                                  | 8:43     |  |

| Sencillo promocional en vinilo de 12 pulgadas (Australia) |                                 |          |  |
| N.º                                                       | Título                          | Duración |  |
| 1.                                                        | «Killing In The Name»           |          |  |
| 2.                                                        | «Killing In The Name (editado)» |          |  |
| 3.                                                        | «Killing In The Name»           |          |  |
| 4.                                                        | «Killing In The Name (editado)» |          |  |